# Sonate pour flûte et piano de Poulenc
Pour les articles homonymes, voir Sonate pour flûte et piano.
La Sonate pour flûte et piano de Francis Poulenc est une œuvre de musique de chambre de 1957, dédiée à la mémoire d'Elizabeth Sprague Coolidge, avec la collaboration du flûtiste Jean-Pierre Rampal. C'est une des œuvres les plus connues de Poulenc, et une pièce importante du répertoire de la flûte au XXe siècle.

## Présentation
La Sonate pour flûte et piano a été composée entre décembre 1956 et mars 1957 à l'Hôtel Majestic de Cannes,. Elle est dédiée à la mémoire d'Elizabeth Sprague Coolidge,. 
L’œuvre est jouée pour la première fois au festival de Strasbourg le 18 juin 1957 par Jean-Pierre Rampal et Francis Poulenc lui-même, avec succès dès la création, le mouvement lent étant bissé et la presse écrivant le lendemain que la sonate était « du meilleur Poulenc, et même un peu mieux. Un chant continu, surgissant d'une écriture harmonique d'un constant raffinement. C'est dans la plus grande tradition française, celle qui va de Couperin à Debussy ».
La partition est publiée par Chester.
Dans le catalogue des œuvres du compositeur, la pièce porte le numéro FP 164.

## Structure
La Sonate comprend 3 mouvements, :
1. Allegretto malinconico, où selon Jean Roy « le dessin mélodique [...] domine, dessin tracé d'un seul élan, par une main singulièrement habile et fervente »[6] ;
2. Cantilena (assez lent), une cantilène expressive dont la douce beauté et la gravité rappellent la partie chantée par Sœur Constance dans les Dialogues des Carmélites[7] ;
3. Presto giocoso, sorte de rondo qui « n'est que joyeuse trépidation, sorte de contredanse dont le refrain est incité par un bref et péremptoire sifflement de la flûte »[4].

La durée moyenne d'exécution de la Sonate pour flûte et piano est de douze minutes environ.